# Eupithecia barteli
Eupithecia barteli es una especie de polilla de la familia Geometridae. La especie fue descrita por primera vez por Karl Dietze, habiendo sido descrita en 1908, con distribución en Asia. El sintipo de la especie fue descrita en Uralsk, Rusia.

## Distribución
La polilla se encuentra distribuida en diferentes regiones de Asia, especialmente descritos en observaciones formales en Kazajstán, Turkmenistán, Kirguistán, Tayikistán y el Extremo Oriente ruso.

## Descripción
Es una larva mediana con una envergadura de aproximadamente 20 milímetros (0,8 plg). Las alas son de color ocre a marrón grisáceo.

### Larva
La oruga mide entre 15 a 16 milímetros (0,6 a 0,6 plg) de largo y 2,2 milímetros (0,1 plg) de ancho. La cabeza varía en coloración desde verde claro a marrón rojizo. La coloración del cuerpo también varía de verde blanquecino a verde y marrón rojizo. Los individuos más oscuros y de color marrón rojizo son más comunes. Las larvas jóvenes cuentan con franjas subdorsales estrechas fragmentadas en 2 pares de manchas en cada segmento. El patrón dorsal en cada segmento en las larvas más viejas se ve compuesto por una mancha oscura triangular o en forma de diamante y dos manchas más oscuras a cada lado del diamante.

### Pupa
La pupa mide entre 7,5 a 8,3 milímetros (0,3 a 0,3 plg) de largo y 2,4 milímetros (0,1 plg) de ancho. El cuerpo es de color marrón amarillento o rojizo con un dorso de tinte verdoso o, con menos frecuencia, de color marrón amarillento. Las vainas de las alas también son de color verde claro. El margen de protrusión entre los tergitos es fuertemente esclerotizado, con emarginación mediana poco profunda y 3 pares de pequeñas incisiones. El cremaster es rugoso, alargado, triangular.

## Ciclo de vida
Las orugas se alimentan de semillas maduras de la gran cuscuta oriental Cuscuta monogyna en el mes de agosto. Las orugas son activas durante la noche, escondiéndose durante el día en el follaje de los arbustos parasitados por la cuscuta. Roen agujeros en las paredes de la fruta y consumen todas las semillas. La pupación ocurre desde mediados y finales de agosto hasta principios de septiembre, formando capullos ovalados claros en la superficie del suelo debajo de la hojarasca. Pasa el invierno como pupa.